# Стасенко, Светлана Алексеевна
Светлана Алексеевна Стасенко (род. 19 мая 1961 года, Ижевск, РСФСР, СССР) — советский и российский режиссёр и сценарист; член Союза кинематографистов России.

## Биография
Родилась 19 мая 1961 года в Ижевске. В 1988 году окончила факультет журналистики МГУ, в 1995 году — Высшие курсы сценаристов и режиссёров.
Работала на Центральной студии документальных фильмов, киностудии «Мосфильм», «Первом канале», телеканалах «Россия-1», «Культура».
Член Союза кинематографистов России, Гильдии кинорежиссёров России, Гильдии неигрового кино и телевидения, Международной академии телевидения и радио. 
В настоящее время проживает в Москве.

## Творчество

### Режиссёрские работы
- 1992 — Парабола (документальный)
- 1994 — Застывшее время (короткометражный)
- 1997 — Перекати-поэт (документальный)
- 1998 — Нас не надо жалеть (документальный)
- 2000 — Александр Ф. Скляр. Песня (документальный)
- 2000 — Космический странник (документальный)
- 2000 — Щепки (документальный)
- 2001 — Карамболина (короткометражный)
- 2001 — Скоро весна (документальный)
- 2001 — Бульварные страсти (документальный)
- 2002 — Кариатиды (документальный)
- 2004 — Ангел на обочине
- 2004 — Байкальский капкан (документальный)
- 2005 — Мираж над Амуром (документальный)
- 2005 — Майя Кристалинская (документальный)
- 2006 — Всегда ваш Андрей Миронов (документальный)
- 2007 — В.И. Ленин. О чём молчали мифы (документальный)
- 2007 — Вверх подносимое (документальный)
- 2009 — Вольные люди (документальный)
- 2011 — На мне крови нет (документальный)
- 2012 — Сквозь хвою хвойных деревьев (документальный)
- 2013 — Трамвайный роман (документальный)
- 2013 — Дневник наркоманки (документальный)
- 2014 — Юля и шаманы (документальный)
- 2015 — Пианино (документальный)
- 2017 — Курс молодого шамана (документальный)

### Сценарные работы
- 1994 — Застывшее время
- 2001 — Карамболина
- 2004 — Ангел на обочине

### Продюсерские работы
- 2013 — Дневник наркоманки
- 2017 — Курс молодого шамана

## Награды
- Лауреат сценарного конкурса «Зеркало» (1998)
- Главный приз в категории короткометражных фильмов «Синема дю Риэль» (Франция) за фильм «Щепки» (2001)
- Приз имени братьев Люмьер «За вклад в развитие киноязыка» в Лионе (Франция) за фильм «Щепки» (2001)
- Приз за лучший документальный фильм на фестивале «Кинотавр» за фильм «Щепки» (2001)
- Приз имени Веры Холодной за фильм «Карамболина» (2002)
- Премия «Young Artist Award» (Лос-Анджелес) в номинации «Лучший иностранный фильм для семейного просмотра» за фильм «Ангел на обочине» (2004)
- Диплом кинофестиваля в Атланте (США)
- Диплом кинофестиваля в Уэске (Испания)
- Диплом кинофестиваля в Эдинбурге (Шотландия)
- Диплом кинофестиваля в Пезаро (Италия)
- Диплом кинофестиваля в Оберхаузене (Германия)
- Диплом кинофестиваля в Триесте (Италия)
- Диплом кинофестиваля в Дурбане (ЮАР)
- Диплом кинофестиваля в Сиднее (Австралия)
- Приз фестиваля «Россия» (Екатеринбург)
- Приз фестиваля «Послание к человеку» (Санкт-Петербург)
- Приз фестиваля «Сталкер» (Москва)
- Приз фестиваля «Окно в Европу» (Выборг)